# Reidar Borgersen
Reidar Bohlin Borgersen (10 de abril de 1980) es un exciclista profesional noruego. 

## Palmarés
2010
- 2.º en el Campeonato de Noruega Contrarreloj

2011
- 2.º en el Campeonato de Noruega Contrarreloj

2012
- Campeonato de Noruega Contrarreloj

2013
- Ringerike G. P.
- 3.º en el Campeonato de Noruega Contrarreloj

2014
- Campeonato de Noruega Contrarreloj
- Vuelta a Bohemia Meridional, más 1 etapa
- Dúo Normando (con Truls Engen Korsæth)[1]